# Dragtjärnen, Ångermanland
Dragtjärnen är en sjö i Kramfors kommun i Ångermanland och ingår i Ångermanälvens huvudavrinningsområde.